# Aeroportul Roy Hill Station
Aeroportul Roy Hill Station (IATA: RHL, ICAO: YRYH) este un aeroport din Australia de Vest, Australia.
Situat la o altitudine de 416 m, aeroportul dispune de o singură pistă.